# 13 자메티
13 자메티(13 Tzameti)는 2005년 개봉한 프랑스의 스릴러 영화이다.

## 캐스팅
- 게오르게 바블루아니 - Sébastien
- 오를레앙 르코앵 - Jacky